# Sì o no
Sì o no (stilizzato Sì o NO) è stato un gioco televisivo a premi, ideato da Corrado, e andato in onda in tre edizioni su Canale 5 tra il 1993 e il 1994 con la conduzione di Claudio Lippi.

## Il programma

### Storia
L'idea da cui prende lo spunto tutto il programma si basa su un gioco di metà trasmissione condotto da Corrado durante l'edizione 1993 del suo show La Corrida: una persona del pubblico deve rispondere SI o NO a delle domande lette da Corrado, che però non può sentire perché munita di cuffie all'interno delle quali viene trasmessa musica ad altissimo volume. In questo modo, andando alla cieca, il concorrente si può ritrovare a vincere premi favolosi o ritrovarsi con niente in mano.
Questa idea di base viene rielaborata da Corrado e dal suo team di autori (ovvero lui stesso sotto lo pseudonimo Corìma, Marina Donato, Stefano Jurgens e Stefano Santucci, con la collaborazione di Antonio Miglietta) e ne nasce un format destinato alla fascia del mezzogiorno di Canale 5.
Si o No prende il via infatti lunedì 28 giugno 1993 (2 giorni dopo la chiusura, su Rete 4, di un altro storico programma di Corrado, Il pranzo è servito), in onda tutti i giorni alle ore 12.00 con la conduzione di Claudio Lippi (che torna stabilmente alla conduzione di un programma tv a seguito del malore che nell'estate del 1992 lo aveva obbligato a lasciare la conduzione del Pranzo), coadiuvato da due collaboratrici, Stefania Orlando e Rossella Zito; regista della prima edizione è Laura Basile, mentre la coloratissima scenografia viene allestita nello studio 1 del Centro Palatino di Roma, famoso all'epoca per ospitare il set di Non è la Rai.
La prima edizione incontrò i favori del pubblico: in onda tra il 28 giugno e il 18 settembre 1993, fu seguita da una media di 2.360.000 spettatori con uno share del 25,8%, che gli valse la conferma anche nel palinsesto autunnale: la seconda edizione infatti (che vide l'avvicendamento in regia tra Laura Basile e Stefano Vicario) andò in onda tutti i sabati a partire dal 25 settembre 1993 alle ore 19.00 (in sostituzione di Mike Bongiorno e della sua La ruota della fortuna) e fino al 25 giugno 1994; poche le differenze con l'edizione del mezzogiorno, consistenti soprattutto nel valore dei premi in palio, decisamente più alti. Questa edizione preserale fu seguita mediamente da 2.620.000 spettatori con uno share del 16,25%, mentre dal successivo 27 giugno 1994 il programma tornò nella fascia di mezzogiorno per la sua terza ed ultima edizione, che si concluderà il 17 settembre 1994 e nella quale il programma non subì scossoni (in regia arrivò Cesare Gigli al posto di Vicario, mentre il set di trasmissione passò dallo studio 1 del Centro Palatino al Teatro 2 di Cinecittà, a Roma), ma gli ascolti scesero: una media di 1.800.000 spettatori con uno share del 19,40%.
Al termine di questa edizione, il programma non è stato più riproposto, ma alcuni dei momenti principali (ovvero la prima serie di domande in postazione e il gioco finale) sono stati poi riproposti da Corrado e il suo team di autori all'interno di Tira & Molla tra il 1996 e il 1998, decretando il successo del quiz preserale e del suo conduttore Paolo Bonolis.

### Svolgimento
Ad ogni puntata di Si o no partecipano 2 concorrenti che si affrontano in 2 diverse prove, al termine delle quali il concorrente con il montepremi più alto viene proclamato campione (un campione può restare tale per un massimo di 6 puntate) e può accedere al gioco finale.
La prima prova viene disputata alle postazioni: i concorrenti devono rispondere semplicemente SI o NO, schiacciando il relativo pulsante sulla propria postazione, ad una serie di 12 domande di cultura generale; ogni risposta esatta consente la vincita di 50.000 lire in gettoni d'oro, le risposte sbagliate non fanno perdere nulla.
Nella seconda prova invece, i concorrenti affrontano il gioco "Serpentina e tabellone": posti di fronte ad un contenitore dove sono inseriti dei barattoli, alcuni contenenti delle tessere la scritta SI ed altri contenenti delle tessere la scritta NO, i concorrenti devono caricarsi di barattoli e affrontare un percorso a serpentina composto di pareti di molle ed elastici, ultimato il quale devono correre ai loro posti, posare i barattoli raccolti e prenderne altri per affrontare nuovamente tale percorso; il concorrente che effettua per primo 2 giri del percorso, portando nella sua postazione un minimo di 10 barattoli complessivi, vince 100.000 lire in gettoni d'oro, dopodiché si procede con l'apertura dei barattoli: le tessere con la scritta NO vengono eliminate, mentre le tessere con la scritta SI riportano il numero di una delle 28 caselle del tabellone centrale, che nasconde dei disegni che riconducono al titolo di una famosissima canzone: inoltre, ogni tessera con la scritta SI consente di vincere 50.000 lire in gettoni d'oro.
Scoperte le caselle, i concorrenti affrontano il percorso a serpentina per una seconda manche, che si svolge nella stessa maniera della prima e da gli stessi premi: il concorrente però che in questa seconda manche trova il maggior numero di tessere con la scritta SI può dire quale sia il titolo della canzone da indovinare in un tempo massimo di 10 secondi: se ci riesce è il campione (e vince anche 50.000 lire per ciascuna delle caselle del tabellone ancora coperte), se non ci riesce può tentare la risposta il concorrente avversario; se nessuno invece riesce a dire il titolo, si procede con una terza manche del gioco della Serpentina, scoprendo così tutto il tabellone.
Come detto, nella prima e seconda edizione del gioco c'è da indovinare il titolo di una canzone, mentre nella terza edizione (estate 1994) c'è invece da indovinare il nome di un personaggio famoso.

Il concorrente sconfitto al termine del gioco "Serpentina e tabellone" viene eliminato vincendo comunque i gettoni d'oro accumulati nella puntata, mentre il campione affronta in solitaria l'ultima prova: girato di spalle e posto dietro Claudio Lippi nella postazione centrale, il concorrente deve rispondere SI o NO a 10 domande, che però non sente: il concorrente infatti è munito di cuffie che mandano, quando Lippi attiva il meccanismo abbassando una leva, una musica a volume altissimo; il concorrente può dare la sua risposta quando si accende una spia rossa, posta davanti a lui; in base alla risposta data, il concorrente può vincere premi ricchissimi come automobili, pellicce, videoregistratori e altri, o premi di scarso valore come trappole per topi, imbuti e così via.
Si o no prevede anche la partecipazione del pubblico a casa: le varie manche di gioco in studio vengono infatti intervallate dalle telefonate di persone che possono vincere ricchi premi: la parte destra dello studio infatti è composta di 6 colonne: chi telefona deve scegliere una di queste colonne (abbinata ciascuna ad un premio) e dire una sequenza di SI o NO a caso, per un massimo di 8 volte; solo dopo aver dato le 8 risposte, Claudio Lippi inizia a leggere le domande, determinando così la fortuna o la sventura dei concorrenti da casa.